# Middle of the Road

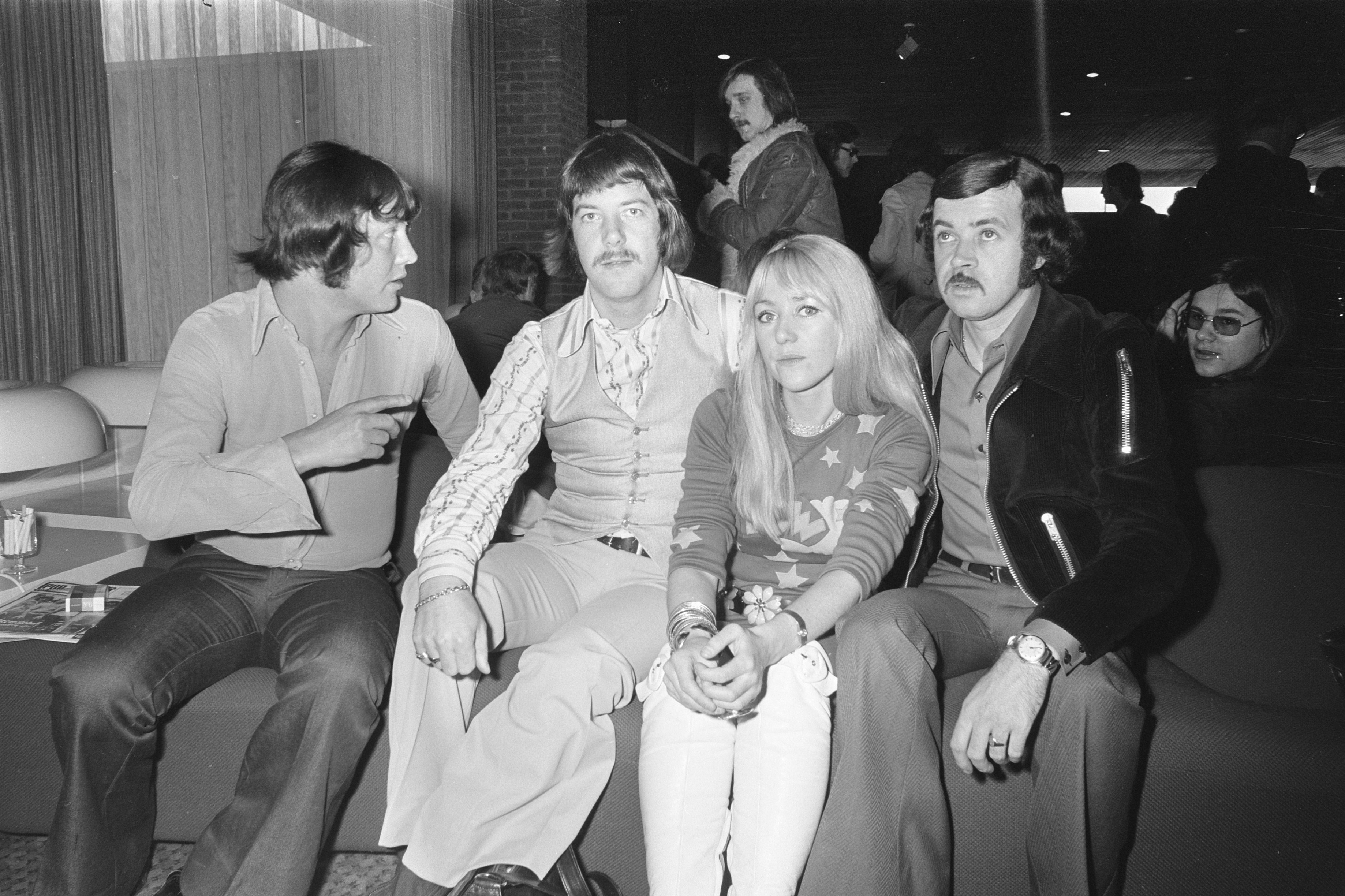
Middle of the Road, 1972.

Middle of the Road (рус. Середина дороги) — шотландская поп-группа, исполнявшая мелодичный бабблгам, характерный для 1970-х, известность которой принёс международный хит «Chirpy Chirpy Cheep Cheep» (1971).

## История группы
История «Middle of the Road» началась в конце 1966 года, когда Кен Эндрю (англ. Kenneth Andrew Ballentyne), выпускник Университета Глазго, записывавший музыку для небольшой киностудии, встретился с участниками группы «The Dominoes» братьями Иэном (англ. Ian McCreadie) и Эриком Маккриди (англ. Eric McCreadie), позже принявшими общий псевдоним Кемпбелл-Льюис. В начале 1967 года музыканты пригласили к сотрудничеству певицу Жан Дуглас (англ. Jan Douglas), уже имевшую за год до этого мини-хит в Великобритании, и приняли новое название «Jan Douglas and the Douglas boys». Летом 1967 года ансамбль впервые выступил на большом концерте с участием известных шотландских исполнителей (Чик Мюррей, Сидней Дивайн), пригласил к микрофону Салли Карр (англ. Sarah Cecilia Carr) и переименовался в «Los Caracas».
Следующие три года квартет гастролировал по Британии, исполняя в основном песни латиноамериканского звучания, а после успешного выступления в телеконкурсе «Opportunity knocks» (октябрь 1968 года) подписал договор с шотландскими крупье, подрабатывавшими в музыкальном бизнесе. Получив приглашение сопровождать эстрадно-джазовую певицу Кэти Кей, жену известного импресарио и их хорошего знакомого Арчи Маккаллоха, отправлявшуюся в атлантический круиз, группа решила изменить название на «Middle of the Road». В Италии, выяснив, что их менеджеры — не те люди, за которых они себя выдают, «Middle of the Road» поступили на работу в ресторан в Форте Дей Марми. Здесь их услышали представители RCA Records и пригласили записаться в Рим, где группа тут же получила огромное число заказов (в основном, на запись дешёвых саундтреков), отчасти потому, что не требовала больших гонораров.
В 1971 году «Middle of the Road» записались с итальянским певцом Джорданом и получили приглашение выступить на фестивале в Сан-Ремо, после чего сыграли с Софи Лорен: их совместный сингл «Anyone» (с «There Is a Star» на обороте) был выпущен в 1971 году одновременно с фильмом «Жена священника» и имел успех во всех странах Западной Европы, за исключением Великобритании.
Подписав два контракта, с RCA Italiana и менеджером Джакомо Тости (итал. Giacomo Tosti), группа получила предложение записать песню, которая до этого уже имела успех в исполнении автора, Лалли Стотта (англ. Lally Stott), одного из многих британцев, работавших тогда в Риме. Услышав её, Кен, Иэн и Эрик ответили немедленным отказом, испугавшись, что после этого «…уже никогда не осмелятся ступить на британский берег». Салли Карр, однако, песню одобрила, пообещав музыкантам в награду за студийную работу неограниченное количество бурбона. По удачному стечению обстоятельств в Риме собрались представители RCA Records со всех стран мира: так «Chirpy Chirpy Cheep Cheep» неожиданно для всех стал всемирным хитом, возглавив, в числе прочих, и британский хит-парад (5 недель #1).

### 1971—1977
Стало очевидно, что группе требуется качественный новый материал для поддержки первого успеха, и к продюсерской команде присоединились Марио и Джиоси Капуано (Mario Capuano, Giosy Capuano), дуэт, известный также как Catoca, с которыми группа провела множество почти круглосуточных студийных сессий в римской Studio One (принадлежавшей RCA Records). Второй сингл «Tweedle Dee Tweedle Dum» был запущен с промотрюком: группа снялась в короткометражном фильме компании «Fiat», рекламировавшей новую модель Fiat 127. Сингл имел успех во многих странах Европы и поднялся до 2-го места в Великобритании. Третий сингл, «Soley Soley» (песня испанского автора Фернандо Арбекса, текст к которой доработала Салли Карр) стала европейским летним хитом года. RCA, однако, выпустила его к Рождеству: только этим можно объяснить его относительную неудачу (5-е место в UK Singles Chart).
После европейского успеха синглов «Sacramento» и «Samson and Delilah» в Британии к группе стали относиться как к «италоимпорту». В результате публика практически утратила контакт с группой, несмотря на её неоднократное появление в программе «Top of the Pops». Зато RCA Italiana всячески продвигала свой основной продукт: в течение двух последующих лет группа гастролировала практически во всех странах мира, поддержав успех синглами «Yellow Boomerang», «Kailakee Kailako», «Talk of all the USA». В 1972 году к составу присоединился Нейл Хендерсон из «The Bay City Rollers». Став квинтетом и решив «посерьёзнеть», «Middle of the Road» подписали контракт с «Ariola Records».
В 1973 году вышел альбом «Music music», приуроченный к открытию Берлинской радиовыставки. Сингл «Samba D’amor», однако, добился скромных успехов в Европе, а распространением альбома в Британии занялась небольшая шотландская компания, возможности которой были несравнимы с RCA. Успех альбома в Европе побудил DJM подписать с группой британский контракт и выпустить сингл «Hitchin' a Ride in the Moonlight», композицию Нейла Хендерсона, но этот всплеск домашнего интереса к группе оказался последним. После выпуска во Франции альбома «Bubblegum Baby» Салли Карр вышла из состава, за ней последовал Кен Эндрюс. Остальные участники некоторое время выступали с Линдой Кэрролл, затем с Лоррейн Фелберг (внешне очень похожей на Карр).
Интерес к «Middle of the Road» в 1980-х годах был подогрет серией диско-попурри «Stars on 45». В дальнейшем группа выступала эпизодически, собираясь для праздничных шоу и благотворительных концертов.

## Дискография

### Студийные альбомы
| 1971 — Chirpy Chirpy Cheap Cheep — RCA Victor |
| --- |
| - A 1. Chirpy Chirpy Cheep Cheep (Stott) 2’58" 2. Lingering Sounds (Stott-Marchetti) 3’32" 3. Let’s Leave It To Fate (Fishman-G.& M.Capuano) 3’09" 4. I Can’t Tell The Bottom From The Top (Flechter-Flett) 3’30" 5. To Remind Me (Carr-G.& M.Capuano) 3’32" 6. The Sun In Your Skin (Stott-Marchetti) 2’39" - B 1. Tweedle Dee, Tweedle Dum (Stott-G.& M.Capuano) 3’13" 2. Give It Time (Carr-G.& M.Capuano) 3’55" 3. Rainin' 'N Painin' (Stott) 3’30" 4. Yellow River (Christie) 3’54" 5. The Way Of Life (Stott-Marchetti) 2’19" 6. We Are The Founders Of All That’s Around Us (Stott-Marchetti) 3’14" |

| 1971 — Acceleration — RCA Victor |
| --- |
| - A 1. Sacramento (A Wonderful Town) (Stott-Rubirosa-G.&M.Capuano) 2. On This Land (H. Stott-G.& M.Capuano) 3. Queen Bee (H. Stott-G.& M.Capuano) 4. Love Sweet Love (McCredie-G.& M.Capuano) 5. Then, You’ll Know What Love Is For (Stott-G.& M.Capuano) 6. Soley, Soley (Arbex) - B 1. The Talk Of All The U.S.A. (Stott-G.& M.Capuano) 2. Louise (My Little Ship) (Stott-G.& M.Capuano) 3. Samson And Delilah (Stott-G.& M.Capuano) 4. Try A Little Understanding (McCredie-G.& M.Capuano) 5. Medicine Woman (Stott-G.& M.Capuano) |

| 1973 — Drive On — RCA Victor |
| --- |
| - A 1. Yellow Boomerang (M. Shepstone-G.& M.Capuano) 2. Universal Man (M. Shepstone-G.& M.Capuano) 3. See The Sky (I.C. McCredie) 4. Wheel Of The Season (M. Shepstone-G.& M.Capuano) 5. Blind Detonation (I.C. McCredie) 6. Union Silver (M. Shepstone-G.& M.Capuano) - B 1. Honey No (M. Shepstone-G.& M.Capuano) 2. Eve (S. Carr-I.C. McCredie-E.C. McCredie) 3. On A Westbound Train (M. Shepstone-G.& M.Capuano) 4. Bottoms Up (H. Stott-G.& M.Capuano) 5. Nothing Can Go Wrong (E.C. McCredie) 6. Kailakee Kailakoo (M. Shepstone-G.& M.Capuano) |

| 1973 — Music Music — RCA Victor |
| --- |
| - A 1. Samba D’Amour (2:59) 2. Bloody Monday (3:00) 3. Life’s Train (3:00) 4. Winter’s Sun (3:35) 5. Baby Man (4:02) 6. Pop Star (3:30) - B 1. Music Music (3:19) 2. Don’t Send Me Roses (3:30) 3. Queen Of Rock 'N' Roll (3:01) 4. Hard Woman’s Comin' (3:15) 5. I Want You For Myself (3:28) 6. Don’t Leave Me Now (4:08) |

| 1974 — Postcard — Ariola |
| --- |
| - A 1. Jitter Buggin' Jildy 2. Bad Girl 3. One For The Road 4. Do You Wanna Be With Me? 5. It’s Alright 6. Dry Gulch Charlie - B 1. Bonjour Ca Va 2. Hang Ups 3. Picture Machine 4. Writing On The Wall 5. Whisky And Freedom 6. Thank You Lord |

### Хит-синглы (U. K.)
- Chirpy Chirpy Cheep Cheep (1971, № 1)
- Tweedle Dee Tweedle Dum (1971, № 2)
- Soley Soley (1971, № 5)
- Sacramento (A Wonderful Town) (1972, № 23)
- Samson And Delilah (1972, № 26)

### Советский миньон (С62 05619-20)
- Сторона 1
  - Твидл-ди, твидл-да (Стотт — Капуано)
  - Солнце на твоей коже (Стотт — Марчетти)
- Сторона 2
  - Жёлтая река (Кристи)
  - Жизненный путь (Стотт — Марчетти)